# Marian Falski

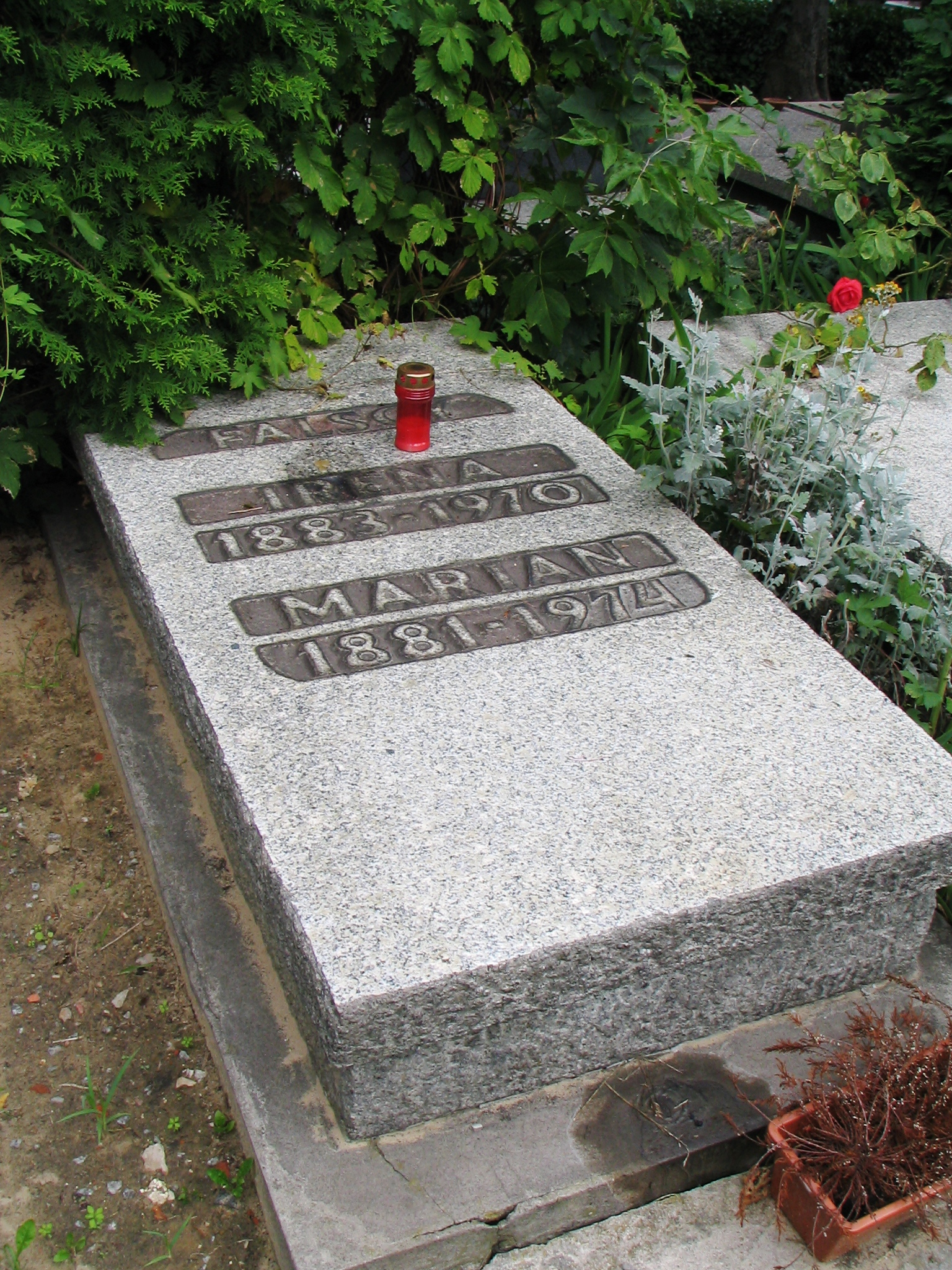
Grób Mariana Falskiego i jego żony Ireny na Cmentarzu Wojskowym na Powązkach w Warszawie, 23 lipca 2008

Marian Falski, ps. Rafał Praski, Janka Swajak (ur. 7 grudnia 1881 w Naczy, zm. 8 października 1974 w Warszawie) – polski pedagog i działacz oświatowy, specjalista w dziedzinie ustroju i organizacji szkolnictwa, autor najpopularniejszego polskiego elementarza – elementarza Falskiego.

## Życiorys
Pochodził z Kresów, z okolic Słucza z drobnoszlacheckiej rodziny. Do szkoły uczęszczał w Mińsku od 1891. W 1899 podjął studia w Warszawskim Instytucie Politechnicznym im. Cesarza Mikołaja II, uzyskując stopień inżyniera. W 1903 wstąpił do PPS, prowadził w Warszawie koła uczniowskie i współpracował z konspiracyjnym Kołem Wychowawców. Z ramienia PPS brał udział w organizowaniu i prowadzeniu strajku szkolnego, w jego mieszkaniu przy ul. Nowowiejskiej 29 I 1905 odbyło się posiedzenie Centralnego Koła Delegatów, na którym zapadła decyzja o przystąpieniu młodzieży szkół średnich do strajku, tam też zbierało się podczas strajku Koło Delegatów. Był przywódcą grupy studenckiej kierującej strajkiem. Współorganizator głośnego wiecu na Politechnice 28 I 1905, na którym zniszczono wielki portret cara Mikołaja II. W końcu stycznia 1905 brał udział w organizowaniu strajku uczniów obu szkół średnich Łowicza, i do grudnia 1905 prowadził tam komplety koedukacyjne. Był delegatem Warszawy na VIII Zjazd PPS 12–13 II 1906 we Lwowie jako reprezentant tzw. lewicy skrajnej. Po rozłamie w PPS XI 1906 brał udział w konferencji organizacji warszawskiej 16 XII 1906 w fabryce wyrobów blaszanych przy ul. Przemysłowej, na której został aresztowany wraz z wszystkimi uczestnikami i uwięziony na ratuszu, po czym I 1907 osadzony w Cytadeli za spiskowanie przeciwko caratowi, następnie wydalony z granic Rosji. Wyjechał do Krakowa, gdzie początkowo pracował jako prywatny nauczyciel, poza tym dojeżdżał do Zakopanego doręczał powierzone mu przez Stefanię Sempołowską dokumenty partyjne swojej przyszłej (od 1910) żonie R. Oxnerównie współpracującej z PPS-Lewicą. Od 1909 studiował na wydziale filozoficznym UJ psychologię i pedagogikę, następnie został asystentem prof. Władysława Heinricha na Uniwersytecie Jagiellońskim i pod jego kierunkiem ukończył pracę doktorską na temat psychologii czytania. Jak wspominał Roman Jabłonowski, Falski współpracował z PPS-Lewicą do wybuchu wojny w 1914. VIII 1914 wyjechał do Wiednia, gdzie skupiła się polska kolonia skupiona wokół Naczelnego Komitetu Narodowego, do Krakowa wrócił wiosną 1915. Latem 1916 stałym gościem Falskich był Bolesław Limanowski. W 1917 uzyskał doktorat z psychologii. W 1918 mimo propozycji objęcia katedry na Uniwersytecie Jagiellońskim wyjechał do Warszawy.
W latach 1919–1939 pracował w Ministerstwie Wyznań Religijnych i Oświecenia Publicznego. Był przeciwnikiem tzw. reformy jędrzejewiczowskiej krytykując utrudniony dostęp młodzieży biednej do szkolnictwa średniego i wyższego. Był ekspertem Ligi Narodów ds. reorganizacji oświaty w Chinach w 1931. Czynnie współpracował z ZNP, gdzie wygłaszał referaty i prelekcje. Był związany z wolnomularstwem.
Podczas okupacji pracował w Warszawie nad dydaktyką początkowego nauczania i planami odbudowy i przebudowy szkolnictwa po wojnie.
W 1945 r. przystąpił do organizowania Wydziału Statystycznego, przemianowanego potem na Biuro Badań i Statystyki Ministerstwa Oświaty (kierował nim do 1950). W 1954 objął profesurę w Polskiej Akademii Nauk, a od 1958 został kierownikiem Pracowni Ustroju i Organizacji Oświaty PAN. W 1964 podpisał wraz z Antonim Słonimskim List 34 przeciwko cenzurze i ograniczeniu dostępu do kultury.
Znany jest jako autor najpopularniejszego polskiego elementarza XX w. wydanego pod tytułem: Nauka czytania i pisania wielokrotnie wznawianego (pierwsze wyd. w 1910). Praca ta była przejawem postępu metodycznego w nauce czytania i pisania. Połączono w niej elementy metody tradycyjnej literowo-głoskowej z elementami metody syntetycznej odkrytej przez Falskiego, która była wynikiem jego spostrzeżeń, że czytający zwraca uwagę na początek i koniec wyrazu, dopiero później zauważa części środkowe oraz wyróżniające się litery.
Pochowany na Cmentarzu Wojskowym na Powązkach w Warszawie (kwatera A32-2-6).

## Wybrane publikacje
- Elementarz (1910)
- Atlas szkolnictwa średniego ogólnokształcącego (1932)
- Walczmy o szkołę (1936)
- Dydaktyka nauki czytania i pisania (1936)
- Aktualne zagadnienia ustrojowo-organizacyjne szkolnictwa polskiego (1957)
- Reforma nauczania w kl. I–IV (1963).

## Odznaczenia
- Order Sztandaru Pracy II klasy (1956)
- Złoty Krzyż Zasługi (1937)[7]
- Medal Komisji Edukacji Narodowej (1967)[8]
- Order Uśmiechu
- Sprawiedliwy wśród Narodów Świata (2017)[9]

## Upamiętnienie
W Kuźnicy Grabowskiej istnieje Muzeum Elementarza im. prof. Mariana Falskiego oraz działa Stowarzyszenie Ruch Samorządowy im. profesora Mariana Falskiego.